# Radoslav Rosenov
Radoslav Simeonov Rosenov (en búlgaro: Радослав Росенов; Ruse, 15 de diciembre de 2003) es un deportista búlgaro que compite en boxeo. Ganó una medalla de plata en el Campeonato Europeo de Boxeo Aficionado de 2024, en la categoría de 60 kg.

## Palmarés internacional
| Campeonato Europeo | Campeonato Europeo | Campeonato Europeo | Campeonato Europeo |
| Año                | Lugar              | Medalla            | Categoría          |
| ------------------ | ------------------ | ------------------ | ------------------ |
| 2024               | Belgrado (Serbia)  | Medalla de plata   | 60 kg              |